# Том Роте
Том Александер Роте (нім. Tom Alexander Rothe; нар. 29 жовтня 2004, Рендсбург, Німеччина) — німецький футболіст, фланговий захисник берлінського «Уніона».

## Ігрова кар'єра

### Клубна
Том Роте є вихованцем футбольної школи клубу «Санкт-Паулі». У 2021 році він приєднався до молодіжної команди дортмундської «Боруссії».
Першу гру в основі Роте провів 16 квітня 2022 року в поєдинку Бундесліги проти «Вольфсбурга», де відзначився забитим голом. У віці 17 років і 169 днів Том Роте став наймолодшим гравцем Бундесліги, хто забивав гол у своєму дебютному матчі.
Сезон 2023/24 Роте провів в оренді у клубі Другої Бундесліги «Гольштайн» і допоміг клубу підвищитися в класі до елітного дивізіону. Після оренди захисник повернувся до «Боруссії».
7 серпня 2024 року перейшов у берлінський «Уніон».

### Збірна
У вересні 2023 року Том Роте дебютував у складі молодіжної збірної Німеччини.